# Холокост в Русия
Холокостът в Русия се отнася до престъпления на нацистите по време на окупацията на Русия (Руската съветска федеративна социалистическа република) от Нацистка Германия.

## В навечерието на Холокоста
Освен дългогодишните противоречия, вариращи от Пакт Молотов-Рибентроп до антиционизъм, Съветският съюз осигурява официално „равенство на всички жители, без значение на статус, пол, раса, религия и националност.“ Годините преди Холокоста били ера на скоростна промяна за съветските евреи, които оставили зад себе си ужасната бедност на линията на уседналост. 40% от населението на бившата линия на уседналост се преместило в големите градове на СССР. Наблягането на образованието и преместването от провинцията позволило на много съветски евреи да се възползват от цялостни преимущества при управлението на Йосиф Сталин и да станат една от най-образованите групи в света. Поради сталинисткото наблягане на градското население, миграцията през периода между двете световни войни спасила безкраен брой съветски евреи – Нацистка Германия проникнала в цялата бивша Еврейска линия, но останала на няколко километра от Ленинград и Москва. Огромната вълна на депортации от области, анексирани от Съветския съюз, според Нацистко-съветския пакт, често приемана от жертвите като геноцид, парадоксално също спасила животите на няколкостотин депортирани евреи. Колкото и ужасни да били условията им, съдбата на евреите в Нацистка Германия била много по-лоша. Миграцията на много евреи по-дълбоко на изток от частта на Еврейската линия, която по-късно е окупирана от Германия, спасила поне 40% от еврейското население на тази област.

## Втора световна война
На 22 юни 1941, Адолф Хитлер внезапно нарушава пакта за ненападение и нахлува в Съветския съюз. Съветските територии, окупирани до началото на 1942, включително цялата територия на Беларус, Естония, Латвия, Литва, Украйна и Молдова и повечето руски територии западно от линията Ленинград-Москва-Ростов, съдържали около четири милиона евреи, включително стотици хиляди, които избягали от Полша през 1939 г. Въпреки хаоса на съветското отстъпление били направени опити да се евакуират евреите, които били или назначени на работа във военните индустрии, или били роднини на войниците. От 4 милиона около милион успели да избягат на изток. Останалите три милиона били оставени на милостта на нацистите. Въпреки че Главното командване на войските било подчинено на Адолф Хитлер, Хайнрих Химлер не се доверявал на армията да одобри, а още по-малко да изпълни, широкомащабното изтребване на евреите в окупираните съветски територии. Тази задача била дадена на СС формации, наречени айнзацгрупи („работни, целеви групи“), под командването на Райнхард Хайдрих. Те били използвани в ограничена степен в Полша през 1939 г., но сега били организирани в много по-голям мащаб. Според Ото Олендорф в съдебните процеси срещу айнзацгрупите, „айнзацгрупите имат мисията да защитят тила на армията, като избият евреите, циганите, комунистическите поддръжници, активните комунисти и всички хора, които биха застрашили сигурността.“ На практика жертвите им били почти беззащитните еврейски цивилни (нито един член на айнзацгрупите не е убит при тези операции). Раул Хилберг пише, че членовете на айнзацгрупите били обикновени граждани; мнозинство от тях били професионалисти с висше образование. Те използвали уменията си, за да станат ефикасни убийци, според Майкъл Беренбаум. Но до края на 1941 айнзацгрупите успяват да убият само 15% от евреите в окупираните съветски територии, и станало ясно, че тези методи не можели да бъдат използвани, за да се убият всички евреи в Европа. Дори преди инвазията в Съветския съюз били проведени експерименти с убиване на евреи в задната част на ванове чрез използване на изгорелите газове от вановете, но този метод се доказал като твърде бавен, така че били изпробвани по-смъртоносни газове. За широкомащабно убиване чрез газ щели да бъдат необходими фиксирани помещения и било решено – вероятно от Хайдрих и Айхман, че евреите трябва да бъдат преместени в лагери, специално построени за тази цел.
Въпреки че Съветският съюз бил сред спечелилите Втората световна война, войната довела до смъртта на около 26 – 27 милиона от жителите му. Това опустошило съветската икономика. Около 1710 градове и 70 хиляди села били разрушени. Окупираните територии били опустошени от германската окупация и депортациите (за принудителния, робски труд под германско управление през Втората световна война) в Германия. Тринадесет милиона съветски граждани станали жертви на репресивната политика на германците и техните съюзници в окупираните територии, където загинали поради масови убийства, глад, липса на елементарна медицинска помощ и робски труд. Нацисткият Геноцид над евреите, изпълнен от немските айнзацгрупи, заедно с местни сътрудници, довел до почти пълно изтребване на еврейското население на цялата територия, временно окупирана от Германия и нейните съюзници. По време на окупацията руската област на Ленинград, днес Санкт Петербург, загубила почти четвърт от населението си. 3,6 милиона съветски военнопленници (от 5,5 милиона) загинали в германските лагери. Британският историк Мартин Гилбърт използвал подобен подход в своя Atlas of the Holocaust, (Атлас на Холокоста), но получил 5,75 милиона еврейски жертви, тъй като в изчисленията си достигнал до по-голям брой евреи, убити в Русия и на други места. Луси Давидович използва предвоенните числа от преброяването, за да изчисли, че са загинали 5,934 млн. евреи. През октомври 1943 г. 600 еврейски и руски затворници опитали да избягат от лагера на смъртта Собибор. Около 60 оцелели и се присъединили към беларуските партизани. В Източна Европа много евреи се присъединили към редиците на съветските партизани: през войната те се сблъскали с антисемитизъм и дискриминация от руснаците и някои еврейски партизани били убити, но с времето повечето еврейски партизански групи навлезли в командната структура на много по-голямото съветско партизанско движение. Съветските партизани не били в позиция да осигурят защита на евреите през Холокоста. Евреите в добра форма обикновено били приветствани от партизаните (понякога само ако носели собствени оръжия), но жените, децата и старите хора били предимно нежелани. Но в крайна сметка, въпреки че някои помагали на германците, значителен брой хора в териториите под германски контрол също помогнали на евреите да избягат от смъртта (виж Righteous Among the Nations). През Втората световна война Леон Поляков установил Център за временна еврейска документация (1943) и след войната помагал на Едгар Фаур на процесите в Нюрнберг. До 1944 г. германците били изблъскани от Съветския съюз на бреговете на река Висла, източно от Прусия. Съветският маршал Георгий Жуков атакува от Прусия, а маршал Иван Конев „разрязва“ Германия наполовина от юг и съдбата на Нацистка Германия била решена. Изчислено е, че до 1,4 милиона евреи се сражавали в съюзническите армии; 40% от тях в Червената армия. Общо поне 142 500 съветски войници с еврейска националност загубили живота си, докато се сражавали срещу германските нашественици и техните съюзници  Саломон Смоляноф бил избран за Операция Бернард, прехвърлен към концентрационен лагер Захсенхаузен през 1944, и, в крайна сметка, към Ебензе от мрежата лагери Маутхаузен, където бил освободен от армията на САЩ на 6 май 1945. Без да променя официалната си антиционистка позиция, от края на 1944 до 1948 Йосиф Сталин приел де факто проционистка чуждестранна политика, очевидно вярвайки, че новата страна ще е социалистическа и ще ускори упадъка на британското влияние в Близкия Изток.

## След Втората световна война
След войната Съветският съюз омаловажил влиянието на нацистките престъпления върху неговите еврейски граждани. Антисемитистка кампания срещу „космополитите без корени“ (тоест „ционистите“) последвала скоро след това. На 12 август 1952, при събитие, известно като Нощта на убитите поети, тринадесет от най-обещаващите идишки писатели, поети, актьори и други интелектуалци, били екзекутирани по заповед на Йосиф Сталин.
През 2012 г., Яд ва-Шем започва да пуска повече от милион нови страници със сведения за евреите в Съветския съюз, които се очаква, че ще помогнат на изследователите да измерят мащаба на преследване и избиване на евреите в бившия Съветски съюз.

## Извършители и командири
- Групенфюрер Ото Олендорф
- СС-Групенфюрер Валтер Шимана
- СС-Бригаденфюрер Кристоф Дием
- СС-Оберщурмбанфюрер Ханс Зиглинг
- СС-Хауптщурмфюрер Алберт Льофлер
- СС-Щурмбанфюрер Франц Хенингфийлд
- СС-Бригадефюрер Петер Хансен (офицер от СС)
- СС-Щандартенфюрер Густав Ломбард
- СС-Оберфюрер Константин Хелдман
- Вафен-Бригадефюрер на СС Бронислав Камински
- Зондерфюрер (по-късно Главен генерал на Вермахта) Борис Смисловски, като Артър Холмстон
- Ото Браутигам

## Изпълнители

### Германските полицейски сили и силите за безопасност
- Шутманшафт-Бригаде Зиглинг
- Айнзацгрупи (Айнзацкомандо)

#### Европейски фронт
- Народна социалистическа партия (Руска националсоциалистическа партия), по-късно наречена Националсоциалистическа работническа партия на Русия

#### Тихоокеански фронт
- Руска фашистка партия
- Монархическа партия на Русия